# Göppingen
Göppingen város Németországban, Baden-Württemberg tartományban. Területe: 59,22 km². 

## Városrészei
|  | - Bartenbach - Lerchenberg - Krettenhöfe - Belváros - Bodenfeld - Reusch - Bürgerhölzle - Hailing - Nordstadt - Schiefergrube - Galgenberg - Bezgenriet - Schopflenber - Faurndau - Hohenstaufen - Brühlhof - Gotthardshof - Hirschhof - Hohrein - Vaihinger Hof - Ziegelhütte - Holzheim - Manzen - St. Gotthardt - Ursenwang - Jebenhausen - Maitis - Lenglingen |

## Népesség
A település népessége az elmúlt években az alábbi módon változott:
| Lakosok száma | 2000 | 55 564 | 56 337 | 53 034 | 51 416 | 56 457 | 57 371 | 57 627 | 55 378 | 59 300 |
|               | 1600 | 1966   | 1972   | 1979   | 1986   | 1992   | 1999   | 2006   | 2012   | 2023   |

## Híres emberek
- Jürgen Klinsmann (* 1964), labdarúgó és vezetőedző
- Shane Smeltz (* 1981), Új-Zélandi labdarúgó
- Ann-Katrin Berger (* 1990), labdarúgó
- Sven Mende (* 1994), labdarúgó

## Testvérváros
- Foggia, Olaszország